# 석상범
석상범(1998년 4월 25일 ~ )는 대한민국의 축구 선수로, 포지션은 풀백이다.

## 축구인 경력
석상범은 유소년 시절 태성중학교, 태성고등학교 그리고 중앙대학교 축구부를 거쳤다. 석상범은 중앙대학교 재학 시절 1, 2학년 대학축구연맹전에서 우승을 거두었으며, 2019년에는 추계대학축구연맹전에서 우승하는 데에 일조하였다.
K리그2 2020 시즌을 앞두고, 경남 FC가 자유계약으로 영입하였다.